# Хартманн, Эрих Альфред
Э́рих А́льфред Ха́ртманн (нем. Erich Alfred Hartmann; 19 апреля 1922, Вайсах , Вюртемберг, Веймарская республика — 20 сентября 1993, Вайль-им-Шёнбух, Баден-Вюртемберг, Германия) — немецкий лётчик-ас, считается наиболее результативным пилотом-истребителем за всю историю авиации. Позывной «Карайа 1». В ходе Второй мировой войны совершил 1404 боевых вылета, одержав 352 воздушные победы (из них 344 над советскими самолётами и 8 над американскими) в 802 воздушных боях.
За это время его Bf 109 был сбит 14 раз, либо из-за повреждений обломками сбитого самолёта противника, либо из-за технических неисправностей, но ни разу не был сбит огнём противника. 
За небольшой рост и моложавый внешний вид Хартманн получил от боевых товарищей прозвище «Bubi» (малыш, мальчонка). Будучи в довоенное время пилотом планера, вступил в ряды люфтваффе в 1940 году, а в 1942 году окончил курсы подготовки пилотов. Вскоре он был направлен на восточный фронт в 52-ю истребительную эскадру (нем. Jagdgeschwader 52), где попал под опеку опытных пилотов-истребителей Люфтваффе. Под их руководством Хартманн развивал свои навыки и тактику, что в конце концов 25 августа 1944 года принесло ему Рыцарский крест Железного креста с Дубовыми листьями, Мечами и Бриллиантами, за 300-ю подтверждённую воздушную победу.
Свою 352-ю и последнюю победу в воздухе Эрих Хартманн совершил 8 мая 1945 года. Эрих и оставшиеся военнослужащие из JG 52 сдались американским войскам, но были переданы Красной армии. Как военнопленный, обвинённый в порче социалистического имущества (так как фактов о его причастности к военным преступлениям не было) и приговорённый к 25 годам заключения в лагерях строгого режима, Хартманн провёл в них 10 с половиной лет, до 1955 года. В 1956 году он присоединился к перестроенным Люфтваффе Западной Германии и стал первым командиром эскадры JG 71 «Рихтгофен». В 1970 году он ушёл из армии, во многом из-за неприятия им американского истребителя Lockheed F-104 Starfighter, которым тогда укомплектовывались войска ФРГ, и постоянных конфликтов с вышестоящими начальниками. Умер Эрих Хартманн в 1993 году.

## Детство и юность

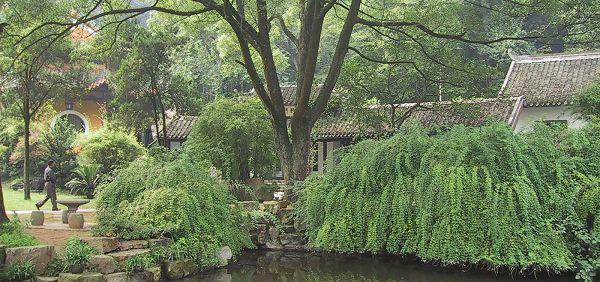
Китайский город Чанша

Эрих Хартманн родился в городе Вайсах, Вюртемберг и был старшим из двух братьев. Во время Второй мировой войны его младший брат Альфред также вступил в ряды люфтваффе (он был стрелком на Ju 87 во время немецкой кампании в Северной Африке и 4 года провёл в английском плену). Отец Эриха был военным врачом в годы Первой мировой войны. Некоторая часть детства мальчиков прошла в Китае, так как их отец хотел избежать последствий бедности Германии 1920-х годов и экономической депрессии. С помощью своего двоюродного брата, работавшего консулом в немецком посольстве в Китае, отцу Эриха удалось найти там работу. По приезде в город Чанша он к немалому удивлению понял, что условия жизни в Китае намного лучше и перевёз туда свою семью. Однако в 1928 году им пришлось вернуться в Германию из-за начавшейся в Китае гражданской войны. Местное население перестало доверять иностранцам, начались нападения на дипломатов. Элиза Хартманн и двое её детей спешно покинули страну, их обратное путешествие проходило по Транссибирской магистрали — это была первая встреча Эриха с СССР.
Вскоре отец Эриха предложил своей жене вернуться обратно в Китай, где в тот момент уже утихли беспорядки, но она отказалась. Через некоторое время семья воссоединилась в городе Вайль-им-Шёнбух на юго-западе Германии. С этого момента Хартманн начинает интересоваться авиацией. Он присоединяется к программе подготовки планеристов, которую организовало возрождающееся люфтваффе. Мать Хартмана, Элиза, была одной из первых женщин-пилотов. Семья даже купила небольшой лёгкий самолёт, но в 1932 году была вынуждена его продать из-за финансовых трудностей, наступивших вследствие экономического коллапса Германии. После того, как к власти пришли национал-социалисты, лётные школы стали получать поддержку от нового правительства, и Элиза Хартманн создала в своём городе новую лётную школу, в которой четырнадцатилетний Эрих получил пилотское свидетельство, а в пятнадцать лет стал инструктором в одной из планёрных групп гитлерюгенда.
После обучения в средней школе (апрель 1928 — апрель 1932), гимназии (апрель 1932 — апрель 1936) и в Национальном Институте Политического Образования в Ротвайле (апрель 1936 — апрель 1937), где, однако, его отношение с одним из учителей не заладилось, и позже родители перевели его в гимназию в Корнтале, где в октябре 1939 знакомится с девушкой Урсулой, ставшей вскоре его женой.

## Карьера в люфтваффе

### Начало

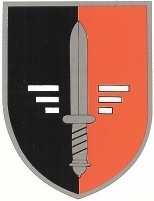
Эмблема 52-й истребительной эскадры, в которую был определён Эрих Хартманн

Во время обучения Эрих показал себя выдающимся снайпером и прилежным учеником (хотя военная муштра его мало интересовала), а к концу подготовки в совершенстве владел своим истребителем. Во время первых стрельб на полигоне он сделал 50 выстрелов по конусу, 24 из которых попали в цель (это считалось отличным результатом). 24 августа 1942, всё ещё находясь на высших курсах воздушной стрельбы в Глейвице, он полетел в Цербст и продемонстрировал над аэродромом некоторые трюки лейтенанта Хогагена, бывшего чемпиона Германии по пилотажу. После выполнения некоторых элементов высшего пилотажа над аэродромом в Глейвице, начальство посадило лётчика под недельный домашний арест, который, возможно, спас ему жизнь — пилот, полетевший вместо него на следующий день, разбился.
В октябре 1942 года, окончив своё обучение в запасной истребительной группе «Восток», он получил назначение на Северный Кавказ в 52-ю истребительную эскадру на советско-германском фронте. После прибытия на базу снабжения люфтваффе в Кракове, Эриху Хартманну и ещё трём пилотам пришлось лететь в свою эскадру на совершенно незнакомой «Штуке». Два пикировщика потерпели аварию и пилоты были отправлены в JG 52 на транспортном самолёте. Эскадра JG 52 уже заслужила большую славу в Германии, в ней летали многие из лучших асов люфтваффе, в чём Хартманн смог убедиться сразу после прибытия — Вальтер Крупински с трудом выбрался из горящего приземлившегося истребителя. Вальтер Крупински (197 сбитых самолётов, 16-й в мире) стал его первым командиром и наставником. Среди других был обер-фельдфебель Пауль Россманн, который предпочитал не вступать в «воздушную карусель», а атаковать из засады. Тщательно изученная, эта тактика принесёт Эриху Хартманну первое место в неформальном соревновании лучших асов мира и 352 воздушные победы. Когда новым командиром эскадрильи стал Крупински, Эрих стал его ведомым. Так как 20-летнего новобранца, выглядевшего гораздо моложе своих лет, Крупински постоянно называл «Bubi» (мальчик, малыш), это прозвище прочно привязалось к нему.
Свой первый самолёт Хартманн сбил 5 ноября 1942 года (Ил-2 из состава 7-го ГШАП), однако за три последующих месяца ему удалось сбить всего один самолёт. Хартманн постепенно повышал своё лётное мастерство, делая упор на эффективность первой атаки. Со временем опыт дал свои плоды: во время Курской битвы в июле 1943 года, взлетая с аэродрома вблизи хутора Угрим, он сбил за один день 7 самолётов. В августе 1943 года на счету было 49, а в сентябре он прибавил на счёт ещё 24 сбитых самолёта.

### За линией фронта
К концу лета 1943 Эрих Хартманн имел уже 90 побед, но 19 августа при атаке очередного Ил-2 его самолёт получил повреждения, и он совершил вынужденную посадку на территории противника. Командир эскадры Дитрих Храбак приказал подразделению Хартманна поддержать пикирующие бомбардировщики Штука из второй эскадры штурмовиков Sturzkampfgeschwader 2, ведомых известным асом штурмовой авиации Гансом-Ульрихом Руделем, но ситуация неожиданно изменилась, и немецким лётчикам пришлось столкнуться с группой истребителей Як-9 и Ла-5. Хартманн успел сбить два самолёта до того, как осколки повредили его Messerschmitt Bf-109. С трудом приземлившись (за линией фронта) Хартманн, провозившись некоторое время со своим самолётом, увидел приближающихся русских солдат. Поняв, что сопротивление бесполезно и убежать нет никакой возможности, он притворился раненым (получившим травмы внутренних органов). Его актёрские способности убедили русских, и его положили на носилки и отправили в штаб на грузовике. Выручил случай: во время его транспортировки разгорелся очередной воздушный бой, отвлёкший внимание перевозивших его русских солдат. Хартманн улучил момент и, сильно ударив единственного охранника в кузове, выпрыгнул из грузовика и побежал к большому полю, на котором росли огромные подсолнухи, ускользая от летящих вдогонку пуль. Уже при переходе линии фронта он едва не погиб от выстрела нервного немецкого часового, не поверившего в то, что перед ним действительно сбитый немецкий лётчик, но пуля чудом не попала в цель, разорвав штанину.

### Дубовые листья

Рыцарский крест с дубовыми листьями, мечами и бриллиантами, которым был награждён Хартманн.

29 октября 1943 г. лейтенант Хартманн был награждён Рыцарским Крестом, имея 148 сбитых самолётов, 13 декабря отмечал 150-ю воздушную победу, а к концу 1943 года их количество поднялось до 159. За первые два месяца 1944 года Хартманн заработал ещё 50 побед, а скорость их получения постоянно увеличивалась. Ко 2 марта 1944 года количество побед достигло цифры в 202 самолёта. Некоторое время Хартманн летал на самолётах с элементом окраски «Чёрный тюльпан» (многолучевая звезда, накрашенная на кок винта и вокруг капота).
В этом же месяце Хартманн, Герхард Баркхорн, Вальтер Крупински и Йоханнес Визе были вызваны в ставку Гитлера для вручения наград. Баркхорн был представлен к Дубовым листьям и мечам к Рыцарскому Кресту, а Хартманну, Крупински и Визе должны были быть вручены Листья. Во время поездки на поезде лётчики крепко выпили и прибыли в резиденцию, с трудом держась на ногах и поддерживая друг друга. Адъютант Гитлера от люфтваффе майор Николаус фон Белов был в шоке. После того, как Хартманн пришёл в себя, он взял примерить с вешалки офицерскую фуражку, но сильно расстроил этим фон Белова, который заметил ему, что это фуражка Гитлера.

### Воздушная оборона Рейха

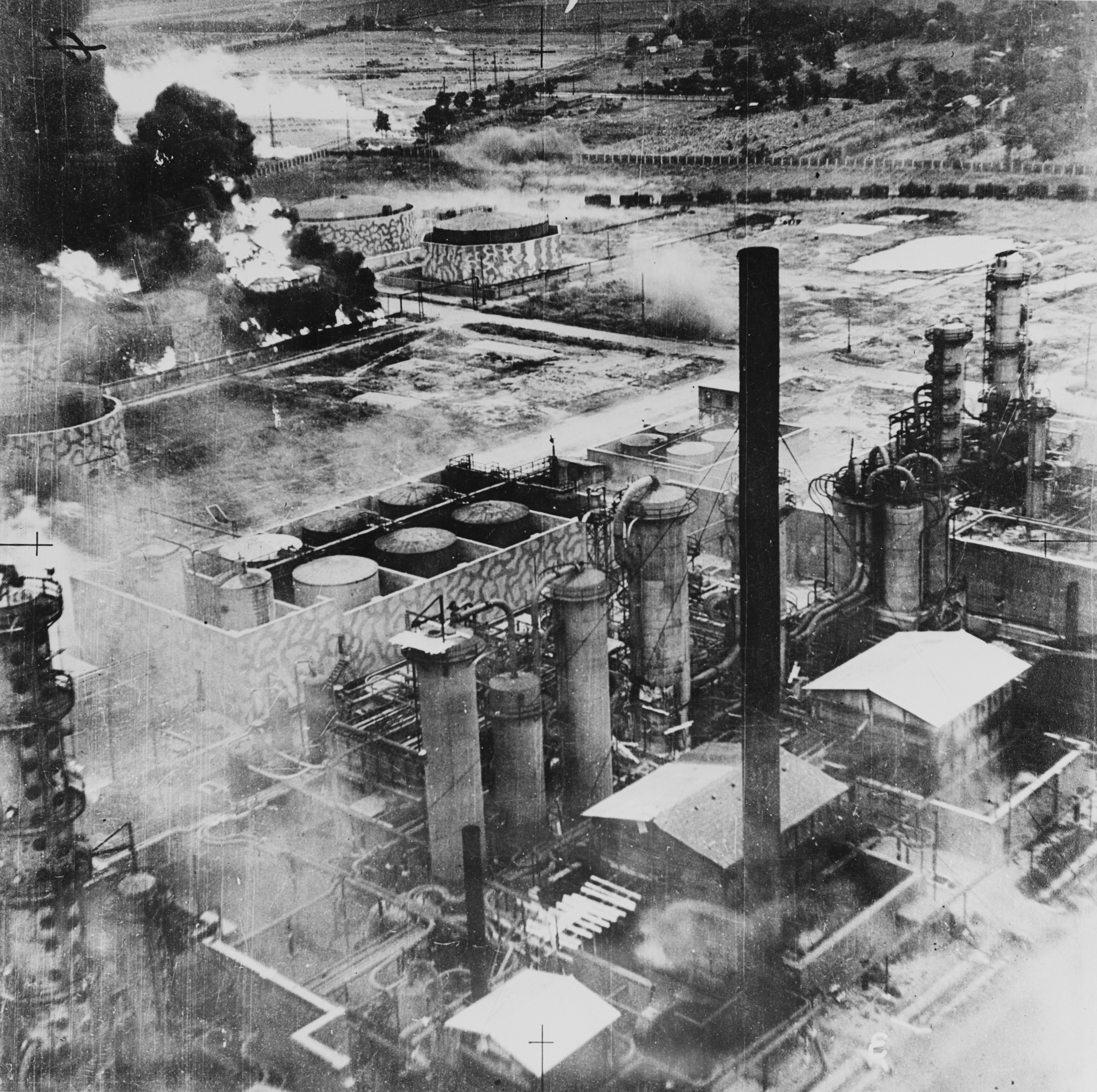
Нефтяные поля Плоешти

21 мая 1944 года Хартманн впервые столкнулся в воздухе с ВВС США. Прикрывая своё звено (нем. Schwarm), он атаковал 4 американских самолёта и сбил из них 2 истребителя P-51 «Мустанг», а ещё 2 сбили его товарищи. 1 июня 1944 года Хартманн сбил 4 «Мустанга» во время одного вылета над нефтяными полями в Плоешти, Румыния. Через месяц во время своего пятого боя с американскими истребителями он сбил 2 «Мустанга», но за ним увязались ещё 8. Во время интенсивного маневрирования Хартманн смог поймать в прицел один P-51, но обнаружил, что закончились патроны, а вскоре — топливо, и выпрыгнул с парашютом. Один из истребителей оторвался от остальной группы и полетел прямо на него, но в последний миг отвернул, помахав на прощанье крыльями.
17 августа 1944 года Эрих Хартманн стал первым лётчиком-истребителем в мире по количеству воздушных побед, обойдя своего товарища по JG 52 Герхарда Баркхорна с его, на тот момент, 274.
К 24 августа 1944 года личный счёт Хартманна достиг 300 (лишь за один этот день он сбил 11 самолётов). За это достижение он был награждён Бриллиантами к своему Рыцарскому кресту. Лишь 27 человек в Германских вооружённых силах имели подобное отличие. К награде Хартманн получил короткий отпуск, во время которого женился на Урсуле Петч.

### Известность

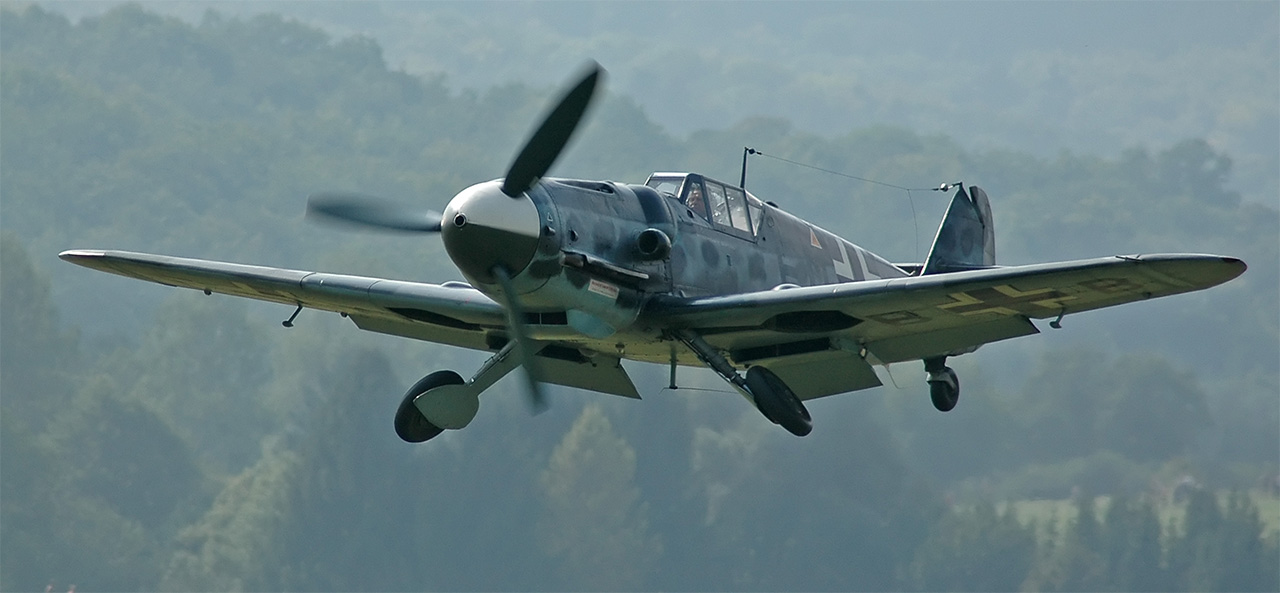
Истребитель Bf 109

После достижения 303 побед Хартманн стал живой легендой и командование люфтваффе решило снять его с боевых вылетов во избежание ущерба для пропаганды в случае гибели; он получил новое назначение — испытательное командование реактивными Ме 262. Однако, пустив в ход все свои связи, Хартманн добился возвращения на фронт и продолжал летать.
До конца войны Хартманн совершил более 1400 вылетов, в которых провёл 825 воздушных боёв, был сбит 14 раз (осколками сбитых им же самолётов противника), но благополучно приземлялся на парашюте. Сам Хартманн часто говорил, что для него дороже всех побед тот факт, что за всю войну он не потерял ни одного ведомого.
В 1945 году Хартманна приглашали в знаменитую JV 44, однако он отказался, мотивируя тем, что в этой группе ему придётся летать в качестве рядового лётчика, что ниже его достоинства. В то же время в JV 44 в качестве рядовых лётчиков летали такие признанные асы как Баркхорн (301 победа), Бэр (220) и другие.

### Тактика боя
Излюбленной тактикой Хартманна был удар из засады. По его собственному мнению, 80 % сбитых им пилотов не успевали понять, что произошло.

Если вы видите вражеский самолёт, вы совсем не обязаны тут же бросаться на него и атаковать. Подождите и используйте все свои выгоды. Оцените, какой строй и какую тактику использует враг. Оцените, имеется ли у противника отбившийся или неопытный пилот. Такого пилота всегда видно в воздухе. Сбейте именно его. Гораздо полезнее поджечь только одного, чем ввязываться в 20-минутную карусель, ничего не добившись
Используя мощный двигатель своего Bf-109G Хартманн атаковал по вертикали снизу из слепой зоны противника, либо сверху в крутом пике. Его любимым приёмом был огонь с короткой дистанции и стремительный отрыв от возможного преследования. Огонь с предельно близкой дистанции (60—80 м), кроме эффекта внезапности, позволял компенсировать баллистические недостатки пушки MK-108 и давал экономию боеприпасов. Недостатком такой тактики был риск повреждения обломками сбитого противника.

Даже если у вас гироскопический прицел и другие новшества, я думаю, что нужно подлететь к врагу на кратчайшее расстояние и расстрелять его в упор. Вблизи вы его собьёте. На большом расстоянии это сомнительно.
Оригинальный текст (англ.)You can have computer sights of anything you like, but I think you have to go to the enemy on the shortest distance and knock him down from point-blank range. You'll get him from in close. At long distance, it's questionable.

Я открывал огонь, когда вражеский самолёт полностью закрывал мне вид вперёд… на минимальном расстоянии… не важно, какой у тебя угол по отношению к нему или какой ты делаешь манёвр.
Оригинальный текст (англ.)I opened fire when the whole windshield was black with the enemy… at minimum range… it doesn't matter what your angle is to him or whether you are in a turn or any other maneuver.

Хартманн никогда не ввязывался в воздушный бой, считая бой с истребителями потерей времени. Сам он описывал свою тактику следующими словами: «увидел — решил — атаковал — оторвался».

## Арест и годы после войны
С 1 до 14 февраля 1945 года Эрих Хартманн командовал 1 звеном 53 истребительной эскадры, находясь в это время в должности Командира группы (нем. Gruppenkommandeur), до тех пор, пока не был замещён на этой должности Хельмутом Липфертом. В марте 1945 года, когда счёт Хартманна равнялся 336 воздушным победам, Адольф Галланд во второй раз пригласил его летать на новых реактивных Me 262 и присоединиться к JV 44 (Хартманн небольшое время посещал программу переподготовки, ведущуюся Хайнцем Бэром), но Эрих отказался. Находясь теперь в должности командира 1 звена JG 52, он заработал 350-ю победу 17 апреля в небе над Чехословакией.
Последняя победа Хартманна была одержана в последний день войны в Европе — 8 мая 1945 года над чешским городом Брно. В тот день рано утром ему было приказано провести разведывательный полёт над позициями советских войск. Взлетев вместе со своим ведомым в 8:30, они заметили первые подразделения уже в сорока километрах от места вылета. Пролетая, Хартманн увидел два истребителя Як-7. Хартманн нырнул вниз с выгодной ему высоты в 3700 метров и сбил первый истребитель с 200 метров. В момент прицеливания во второго он вдруг заметил мелькание маленьких точек над ним, передвигающихся с запада — это были американские Мустанги. Не желая быть зажатым между советскими и американскими самолётами, Хартманн решил спуститься как можно ниже и уйти от погони в плотном чёрном дыму, висевшем над городом. Таким образом, атаковав советские истребители, Хартманн не только нарушил полученный им приказ о проведении разведывательного полёта, но и вступил в боевые действия уже после подписания 8 мая 1945 года в Реймсе акта о капитуляции Германии. После приземления выяснилось, что аэродром находится в зоне обстрела советской артиллерии, поэтому Карайа 1, остальные 24 Bf-109 и множество боеприпасов были уничтожены. Будучи командиром 1 звена JG 52 Эрих Хартманн принял решение сдаться американской 90-й пехотной дивизии.
После этого немецкие военнослужащие, сражавшиеся против советских войск, были переданы непосредственно СССР в соответствии с Ялтинскими соглашениями.
По его личным воспоминаниям, не сломаться за время заключения ему помогали мысли о его жене Урсуле Петч. Участвовал в мятежах и забастовках немецких заключённых в лагере Шахты, не раз был вдохновителем этих мятежей.
В октябре 1955 года после визита канцлера ФРГ Конрада Аденауэра Президиум Верховного Совета СССР издал Указ «О досрочном освобождении и репатриации немецких военнопленных, осуждённых за военные преступления», и из СССР были репатриированы более 14 тыс. немецких военнопленных, в том числе и Хартманн.

## Военно-воздушные силы ФРГ

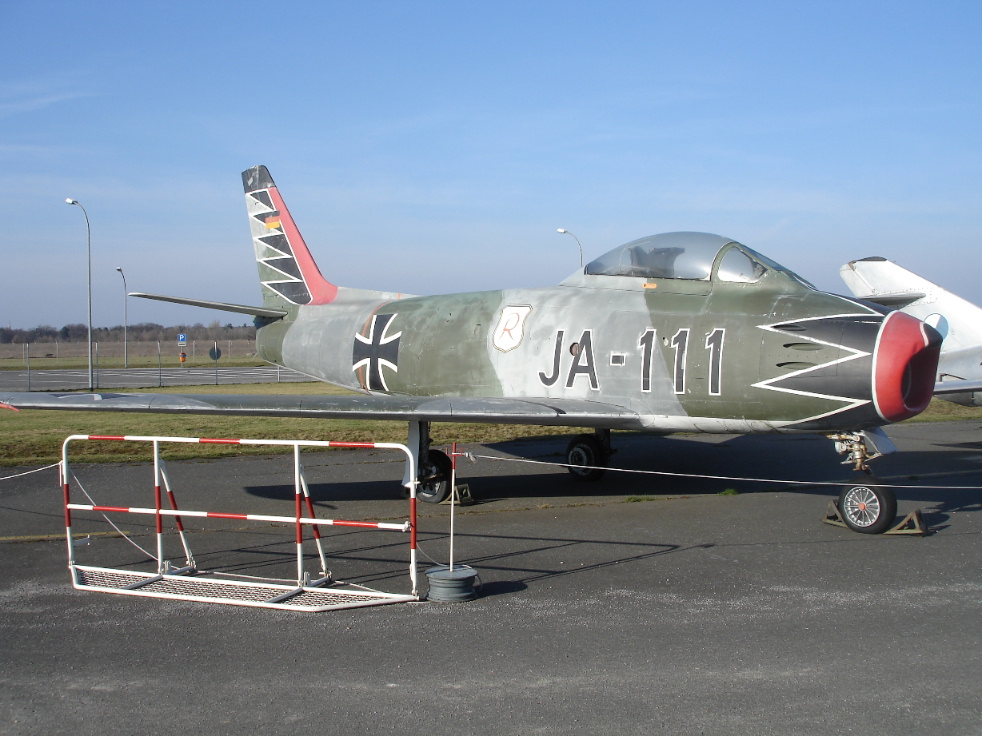
«Сейбр» послевоенных военно-воздушных сил ФРГ в цветах раскраски «чёрный тюльпан»

В 1955 году Хартманн был освобождён из советского плена и вернулся в ФРГ, где он воссоединился со своей женой Урсулой Петч. После возвращения в Германию он стал офицером военно-воздушных сил ФРГ и командовал эскадрильей JG 71 Рихтгоффен. Он также неоднократно бывал в США, где тренировал и консультировал американских пилотов. После многочисленной критики Хартманном американского самолёта F-104 «Старфайтер» вследствие его чрезвычайно высокой аварийности (в лётных происшествиях ВВС ФРГ за 8 лет потеряли 61 или 292 самолёта ~ 30 % от их общей численности, в целом с 1961 по 1989 год было потеряно 298 самолётов; погибло 35 или 116 пилотов, и в 1966 году по этому поводу в ФРГ разразился целый политический скандал), в 1970 году Хартманн вышел в отставку. Затем он работал лётным инструктором недалеко от Бонна и летал в группе высшего пилотажа вместе с Адольфом Галландом, но по болезни, позднее был вынужден изменить образ жизни. Умер Хартманн в 1993 году в возрасте 71 года.
В январе 1997 года Хартманн был реабилитирован Главной военной прокуратурой Российской Федерации и с него сняли все обвинения. Власти прямо заявили, что он был осуждён ошибочно.

## Победы и награды

### Награды
- Железный крест 2-го класса (19 декабря 1942 года)
- Железный крест 1-го класса (7 марта 1943 года)
- Почётный Кубок Люфтваффе (13 сентября 1943)[21].
- Немецкий крест в золоте (17 октября 1943)[22]
- Рыцарский крест Железного креста с дубовыми листьями, мечами и бриллиантами.
  - Рыцарский Крест (29 октября 1943)[23].
  - Дубовые листья, № 420 (2 марта 1944)[24].
  - Мечи, № 75 (2 июля 1944)[25].
  - Бриллианты, № 18 (25 августа 1944)[26].
- Наградной «знак пилот/наблюдатель» в золоте с бриллиантами (25 августа 1944 года)[21].
- Медаль восточного фронта
- Наградной «знак истребитель» в золоте с подвеской «1300» (боевых вылетов)[21].
- Два раза упоминался в «Вермахтберихт»[21].

### Звания
Эрих Хартманн приступил к исполнению службы в вермахте 1 октября 1940 года. Его первой остановкой был город Нойкурен в Восточной Пруссии (с 1946 года — город Пионерский, Калининградская область, Российская Федерация), где он получил базовую военную подготовку, как новичок Люфтваффе.
| Страна                                                                  | Дата            | Звание                             |
| Красный флаг, в центре которого находится белый круг с чёрной свастикой | 31 марта 1942   | лейтенант                          |
| Красный флаг, в центре которого находится белый круг с чёрной свастикой | 1 июля 1944     | обер-лейтенант (старший лейтенант) |
| Красный флаг, в центре которого находится белый круг с чёрной свастикой | 1 сентября 1944 | гауптман (капитан)                 |
| Красный флаг, в центре которого находится белый круг с чёрной свастикой | 8 мая 1945      | майор                              |
| Флаг Германии                                                           | 12 декабря 1960 | оберст-лейтенант (подполковник)    |
| Флаг Германии                                                           | 26 июля 1967    | оберст (полковник)                 |

### Упоминания в «Вермахтберихте»
| Дата            | Оригинальная немецкая запись «Wehrmachtbericht» | Дословный перевод на русский |
| 24 августа 1944 | Oberleutnant Hartmann erhöhte am gestrigen Tage mit dem Abschuß von 8 Sowjetflugzeugen die Zahl seiner Luftsiege auf 290 | Вчера обер-лейтенант Хартманн, сбив 8 советских самолётов, поднял количество своих воздушных побед до общего — 290. |
| 25 августа 1944 | In Luftkämpfen und durch Flakartillerie verloren die Sowjets gestern 58 Flugzeuge. Hiervon schoß der mit dem Eichenlaub zum Ritterkreuz des Eisernen Kreuzes ausgezeichnete Oberleutnant Hartmann, Staffelkapitän in einem Jagdgeschwader, allein 11 Flugzeuge ab und errang damit seinen 301. Luftsieg | В воздушных боях и от действий зенитной артиллерии, Советы вчера потеряли 58 самолётов. Из них, обер-лейтенант Хартманн, награждённый Дубовыми ветвями к Рыцарскому Кресту Железного Креста в должности командира эскадрильи в истребительной авиационной эскадре, в одиночку сбил 11 самолётов и таким образом добился своей 301-й воздушной победы. |